# 野崎漬物
野崎漬物株式会社（のざきつけもの）は、宮崎県宮崎市に本社を置き、地元の利を活かし漬物を主とした製造・販売を行っている食品メーカーである。かつてCMに稲川淳二が出演している。

## 沿革
- 1951年 - 宮崎県宮崎市大和町にて野崎善身が創業開始。
- 1960年 - 宮崎市高洲町に工場移転。
- 1964年 - 野崎漬物株式会社に改組。
- 1969年 - 九州・山口圏内漬物振興展にて内閣総理大臣賞に輝く。
- 1971年 - 野崎商事株式会社設立。
- 1973年 - 野崎伸一社長就任。
- 1974年 - JAS認定工場となる。
- 1980年 - 九州流通センターを佐賀県鳥栖商工団地内に建設。
- 1983年 - 東京支店開設。
- 1988年 - 株式会社一ツ葉フーズ設立。
- 1998年 - 神戸支店・神戸工場建設。神戸野崎漬物株式会社の設立。
- 2001年 - 東京支店を港区高輪に移転。
- 2007年 - （株）一ツ葉フーズが「鶏炭火焼」の販売を開始。
- 2008年 - 株式会社ハークスレイと取引があったのを機にほっかほっか亭総本部と契約し、ほっかほっか亭宮崎地区本部となる。
- 2012年 - （株）一ツ葉フーズが「塩こうじ」の製造販売開始。

## 事業所
- 支店 - 東京・神戸
- 営業所 - 宮崎
- 流通センター - 宮崎・佐賀
- 工場 - 宮崎・鳥栖

## 関連会社
- 野崎商事株式会社
- 株式会社一ツ葉フーズ
- 株式会社ほっかほっか亭宮崎地区本部